# Virginia Polytechnic Institute and State University
La Virginia Polytechnic Institute and State University, meglio nota come Virginia Tech, è un'importante università di Blacksburg, Virginia, negli Stati Uniti d'America.
Fondata nel 1872 durante la presidenza di Ulysses S. Grant come centro di insegnamento di materie agrarie e meccaniche, i suoi corsi principali riguardano ingegneria, architettura, scienza, economia e agraria. Fa parte del land grant, un raggruppamento di atenei che ricevono fondi per la ricerca sulle scienze agricole e del suolo.
Il 16 aprile 2007 il campus dell'ateneo è stato teatro del cosiddetto "Massacro del Virginia Tech". Tale episodio - il secondo per gravità in fatto di massacri scolastici nella storia degli USA dopo il massacro della Bath School - è costato la vita a trentadue persone (escluso l'omicida), mentre altre ventinove hanno riportato ferite di diversa entità.